# Pleasant Prairie
Pleasant Prairie è un villaggio degli Stati Uniti d'America, situato in Wisconsin, nella contea di Kenosha.